# برناديت ألين
برناديت ألين (بالإنجليزية: Bernadette Allen) هي دبلوماسية أمريكية، ولدت في 5 يونيو 1955 في واشنطن العاصمة في الولايات المتحدة.

## وصلات خارجية
- برناديت ألين على موقع إن إن دي بي (الإنجليزية)